# 總統府戰地視察官

總統府戰地視察官，又稱總統特派戰地視察官，是中華民國政府於動員戡亂時期為應對前線戰局緊張、共諜滲透嚴重而設置的特殊官職，由時任中華民國總統蔣中正於國防部挑選親信擔任，在前線進行督戰，並將前線情報直接向總統府機要室反映。

## 歷史
民國36年（1947年)，戡亂戰局情勢日漸不利，面對中華民國政府受共諜滲透，前線指揮官虛報敵情、虛報戰果、以及中共對中華民國日益嚴重的顛覆破壞活動、為避免對最高統帥部的作戰指導及戰略部署造成有失戰機，影響戰局勝負的錯誤判斷。國民政府參軍處軍務局局長俞濟時向國民政府主席蔣中正建議：由國防部挑選人員，以國民政府為旗號，組建戰地視察組，派赴各戰區監督檢查各機關、部隊等單位的工作，採取前方監軍制度，派員督戰，並規定他們直接向軍務局報告。1948年5月，中華民國最高權力機關由國民政府改制為總統府，中華民國行憲後首任總統蔣中正就職，這些視察官員被正式稱作「總統府戰地視察官」或「總統特派戰地視察官」，以「欽差大臣」的身份代表蔣中正到前線視察、督戰。
總統府戰地視察官負責監視戡亂作戰的實施，督導補給工作，收集部隊意見，將前線情報直接向總統府機要室反映，並代表中央政府負責對傷病員的慰問事宜。